# Stenoscinis submarginifusca
Stenoscinis submarginifusca är en tvåvingeart som beskrevs av Curtis W. Sabrosky 1951. Stenoscinis submarginifusca ingår i släktet Stenoscinis och familjen fritflugor.
Artens utbredningsområde är Uganda. Inga underarter finns listade i Catalogue of Life.